# Église Saint-Pierre de Valay
Pour les articles homonymes, voir Église Saint-Pierre et Saint-Pierre.
L'église Saint-Pierre est une église catholique située à Valay, en France.

## Localisation
L'église est située sur la commune de Valay, dans le département français de la Haute-Saône.

## Historique
L'édifice est inscrit au titre des monuments historiques en 1983.